# Arvo Pentti
Arvo Veikko Pentti, född 13 februari 1915 i Tavastkyro, död där 1 februari 1986, var en finländsk politiker och ämbetsman.
Pentti, som genomgått Kadettskolan, var under vinterkriget kompanichef i Infanteriregemente 7 (JR 7) och deltog i striderna vid Summa. Den 19 oktober 1941 blev han Mannerheimriddare nr 29. Under fortsättningskriget var han kompanichef i Infanteriregemente 44 (JR 44) och senare bataljonskommendör i samma regemente, 1944–1948 knuten till staben för Björneborgs militärdistrikt.
Pentti avgick ur aktiv tjänst 1948 och etablerade sig som jordbrukare i Tavastkyro samt gjorde politisk karriär inom dåvarande Agrarförbundet (sedermera Centern). Han var riksdagsledamot 1958–1970, försvarsminister 1962–1963, 1964–1966, 1970 och 1971–1972, samt chef för Skyddspolisen 1972–1978. År 1966 utnämndes han till överstelöjtnant.